# Xel'Naga
De Xel'Naga elite zijn een fictief ras in de door Blizzard Entertainment ontwikkelde real-time strategy computerspellen StarCraft en StarCraft II. Vaak bestempeld als oeroud en goedgezind, heeft dit enigmatische ras vele millennia door de Melkweg gezworven. Geobsedeerd met het scheppen van het perfecte wezen, hebben de Xel'Naga zich direct bemoeid met de evolutie van zowel de Protoss als van de Zerg. In het eerste geval meenden de Xel'Naga te hebben gefaald, in het tweede geval dachten ze te zijn geslaagd. De Xel'Naga zijn zover bekend uiteindelijk compleet vernietigd door een aanval van de Zerg.